# The Beast That Shouted Love at the Heart of the World
The Beast That Shouted Love at the Heart of the World är en novellsamling av den amerikanske författaren Harlan Ellison, utgiven 1969 av Avon Books. Den har därefter återutgivits i ett flertal upplagor.
Titelnovellen vann Hugopriset 1969 och "A Boy and His Dog" vann Nebulapriset 1970. Den senare blev 1975 film med Don Johnson i huvudrollen.

## Innehåll
- "Introduction: The Waves in Rio"
- "The Beast That Shouted Love at the Heart of the World"
- "Along the Scenic Route"
- "Phoenix"
- "Asleep: With Still Hands"
- "Santa Claus vs. S. P. I. D. E. R."
- "Try a Dull Knife"
- "The Pitll Pawob Division"
- "The Place with No Name"
- "White on White"
- "Run for the Stars"
- "Are You Listening?"
- "S.R.O."
- "Worlds to Kill"
- "Shattered Like a Glass Goblin"
- "A Boy and His Dog"